# Glochidion harveyanum
Glochidion harveyanum är en emblikaväxtart som beskrevs av Karel Domin. Glochidion harveyanum ingår i släktet Glochidion och familjen emblikaväxter.
Artens utbredningsområde är Queensland. Inga underarter finns listade i Catalogue of Life.